# Будівельник (Вітебськ)
«Будівельник» (біл. Будаўнік) — професіональний білоруський футбольний клуб з міста Вітебськ. Існував з 1989 по 1995 рік.

## Хронологія назв
- 1989—1992: «Колос» (Вусце)
- 1993: «Колос-Будівельник» (Вусце)
- 1993—1995: «Будівельник» (Вітебськ)

## Історія
Клуб було засновано в 1989 році під назвою «Колос», на той час представляв селище Вусце. До 1991 році виступав у чемпіонаті Білоруської РСР. З 1992 року виступав у другій лізі. У 1993 році «Колос» був перейменований у «Будівельник», при цьому змінив прописку на вітебську.
У сезоні 1994/95 років клуб посів останнє місце в другій лізі й припинив існування.

## Досягнення
- Друга ліга
  - 10-те місце (1): 1992/93

- Кубок Білорусі
  - 1/4 фіналу (1): 1992

## Статистика виступів

### Чемпіонат і Кубок Білорусі
| Сезон   | Ліга       | М  | Іг | В | Н | П  | Голи  | Очки | Кубок       | Примітки                               |
| ------- | ---------- | -- | -- | - | - | -- | ----- | ---- | ----------- | -------------------------------------- |
| 1992    | Друга (Д2) | 11 | 15 | 6 | 1 | 8  | 17–25 | 13   | 1/4 фіналу  |                                        |
| 1992–93 | Друга (Д2) | 10 | 30 | 9 | 9 | 12 | 42–47 | 27   | 1/32 фіналу |                                        |
| 1993–94 | Друга (Д2) | 12 | 28 | 9 | 3 | 16 | 29–49 | 21   | 1/16 фіналу |                                        |
| 1994–95 | Друга (Д2) | 16 | 30 | 1 | 2 | 27 | 9–88  | 4    |             | Виліт у Третю лігу, припинив існування |

## Відомі гравці
- / Олександр Мозговий